# 23158 Bouligny
23158 Bouligny là một tiểu hành tinh vành đai chính với chu kỳ quỹ đạo là 1420,6620056 ngày (3,89 năm).
Nó được phát hiện ngày 29 tháng 2 năm 2000 và được đặt tên theo Ian Michael Bouligny người Mỹ giành chiến thắng trong Hội chợ Khoa học và Kỹ thuật Quốc tế Intel 2007.